# Bergsingzikade
|  | Dieser Artikel wurde aufgrund von formalen oder inhaltlichen Mängeln in der Qualitätssicherung Biologie zur Verbesserung eingetragen. Dies geschieht, um die Qualität der Biologie-Artikel auf ein akzeptables Niveau zu bringen. Bitte hilf mit, diesen Artikel zu verbessern! Artikel, die nicht signifikant verbessert werden, können gegebenenfalls gelöscht werden. Lies dazu auch die näheren Informationen in den Mindestanforderungen an Biologie-Artikel. |

Die Bergsingzikade (Cicadetta montana), auch Bergzikade oder Echte Bergzikade genannt, gehört zur Familie der Singzikaden (Cicadidae) innerhalb der Ordnung der Rundkopfzikaden (Cicadomorpha).

## Verbreitung
Die Bergsingzikade kommt in Mitteleuropa vor, in Deutschland südwärts der Mittelgebirge.
Sie besiedelt sonnenbeschienene Hänge, Lichtungen und verbuschte Trockenrasen.

## Körperbau
Die erwachsenen Tiere (Imagines) erreichen eine Größe von 23 bis 28 Millimetern, haben einen schwarzen Kopf und einen Thorax mit meist dunklen, variablen Mustern und einen Hinterleib mit Hinterleibssegmenten, die orange umrandet sind. Die Tympanalorgane sind von oben aus gesehen frei, die Opercula sind sehr klein. Neben Komplexaugen (Facettenaugen) besitzt die Bergsingzikade drei im Dreieck angeordnete Punktaugen (Ocellen). Die Flügel sind glasartig (hyalin) und dachförmig zusammengelegt. Der Vorderschenkel der Bergsingzikade hat drei Dornen, wovon der letzte schräg nach vorne gerichtet ist.
Jedoch ist die Bergsingzikade von Cicadetta cantilatrix und Cicadetta brevipennis nach Körpermerkmalen nicht unterscheidbar, sie können nur bioakustisch unterschieden werden.

## Lebenszyklus, Fortpflanzung und Entwicklung
Die Bergsingzikade ist von Mai oder Mitte Juni bis Mitte Juli oder August zu finden. Die männlichen Bergsingzikaden geben mit Hilfe eines Systems von elastischen Membranen, den sogenannten Tympanalorganen, die in Schwingung versetzt werden, sehr hochfrequente Zirptöne von sich, die ältere Menschen jedoch nicht wahrnehmen können. Die Weibchen können die Lockrufe der Männchen mit schnarrenden Lauten beantworten. Die Hörorgane der Bergsingzikade sitzen im Hinterleib. Die Männchen tragen den Gesang während der warmen Tagesstunden vor. Die Weibchen legen ihre Eier mit ihrem Legebohrer auf Sträuchern ab. Die geschlüpften Larven fallen zu Boden und leben anschließend unterirdisch. Sie saugen dabei den Wurzelsaft der Pflanze und leben in Höhlungen, die sie mit Analsekret verfestigen. Um sich unter der Erde besser fortbewegen zu können, sind ihre Vorderbeine zu Grabbeinen umgewandelt. Die hemimetabolen Insekten durchlaufen durch Häutungen getrennte Larvenstadien, bei denen sie dem erwachsenen Tier allmählich immer ähnlicher werden. Sie werden nach und nach immer größer und mit zunehmendem Alter bilden und vergrößern sich die Anlagen für die Flügel und Genitalarmatur. Sie verlassen nach mindestens zwei Jahren Entwicklung bei günstiger Witterung, meist zwischen Mai und Mitte Juni, den Boden durch ein Schlupfloch und suchen sich in der Umgebung geeignete Stellen in der Vegetation. Dort häuten sie sich ein letztes Mal zum Vollinsekt. Die frisch geschlüpften erwachsenen Tiere (Imagines) sind zunächst weich und weißlich. Sie benötigen etwa drei bis vier Tage, bis sie vollständig ausgefärbt sind und der Chitinpanzer vollkommen erhärtet ist.

## Ernährung
Wie alle Singzikaden ist auch die Bergsingzikade ein Xylemsauger. Mit Hilfe ihres Rüssels stechen die erwachsenen Tiere die Leitungsbahnen verschiedener Gehölze und krautiger Pflanzen – nie Süß- und Sauergräser – an und saugen den an Nährsalzen und Wasserreichen (Wasser) Pflanzensaft. Die unterirdisch lebenden Larven saugen den Pflanzensaft von Pflanzenwurzeln.